# Cecil Rhodes
Cecil John Rhodes (Bishop's Stortford (Engeland), 5 juli 1853 – Muizenberg (nu Zuid-Afrika), 26 maart 1902) was een Brits imperialistisch ondernemer en politicus in Zuidelijk Afrika en de stichter van de Britse kolonie Rhodesië (later Zimbabwe en Zambia), alsmede het diamantbedrijf De Beers. Rhodes maakte carrière als diamantmagnaat in Zuid-Afrika en gebruikte zijn fortuin om de Wedloop om Afrika voor het Britse rijk te winnen. Daarnaast diende hij als zevende premier van de Britse Kaapkolonie van 1890 tot 1896.

## Biografie

### Jeugd
Rhodes was de vijfde zoon van de dominee Francis William Rhodes en zijn tweede vrouw Louisa Peacock. Hij was een ziekelijke jongen en werd tot zijn vroegtijdige dood geplaagd door problemen aan zijn hart en longen. In 1870 verhuisde hij op 17-jarige leeftijd uit gezondheidsoverwegingen naar de Britse kolonie Natal in het hedendaagse Zuid-Afrika om bij de katoenplantage van zijn broer Herbert te werken. Rond deze tijd werden er diamanten gevonden bij Kimberley te West-Griekwaland. De plantage werd geen succes en besmet met de diamantkoorts vertrokken de broers in 1871 naar Kimberley, waar Rhodes zijn geld verdiende met het pompen naar water voor de mijnwerkers en de productie van ijs.

### Diamantmagnaat
In 1873 keerde Rhodes kortstondig terug naar zijn geboorteland om te studeren aan de Universiteit van Oxford. Rond deze tijd ontwikkelde hij zijn fanatieke imperialistische ideologie. Zijn dromen voor het Britse rijk omvatten een spoorlijn van de Kaap tot Caïro en zelfs de terugkeer van de Verenigde Staten onder de Union Jack. Omdat zijn gezondheid Engeland niet voor een lange tijd aankon reisde Rhodes op en neer van Oxford naar Zuid-Afrika tot hij in 1881 afstudeerde.
In 1880 richtte hij het bedrijf De Beers Mining Company op, vernoemd naar de gebroeders Diederik Arnoldus en Johannes Nicolaas de Beer, eigenaars van de boerderij Vooruitzicht waar de eerste diamanten van Kimberley waren gevonden. Door slimme investeringen, de hulp van zijn zakenpartners en vrienden Charles Rudd en Alfred Beit en steun van de Rothschilds maakte hij uiteindelijk een fortuin in de diamanthandel.

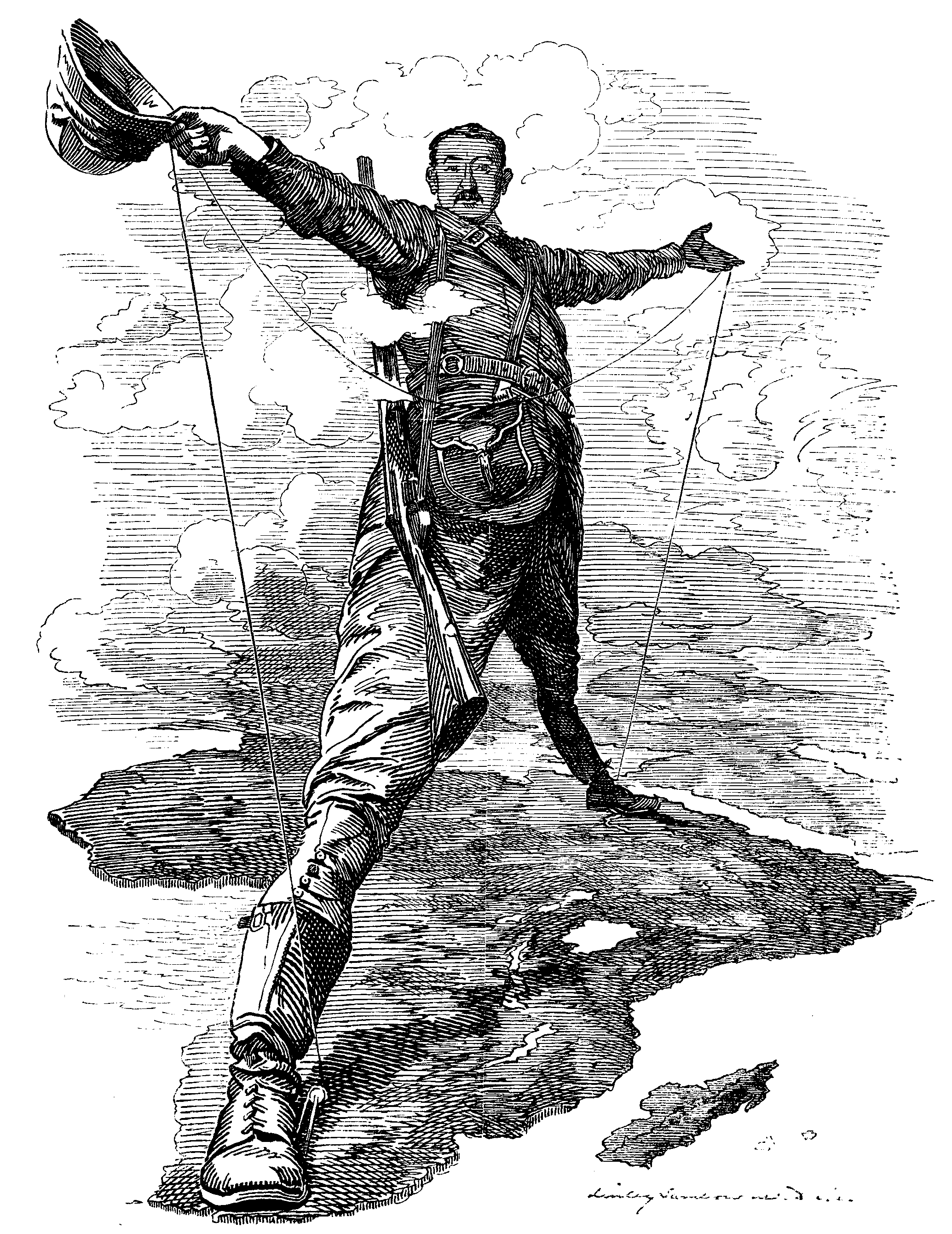
De Colossus van Rhodes, een spotprent van Punch gepubliceerd op 10 december 1892. Rhodes staat met één been in de Kaap en een ander been in Caïro.

### Kolonisatie

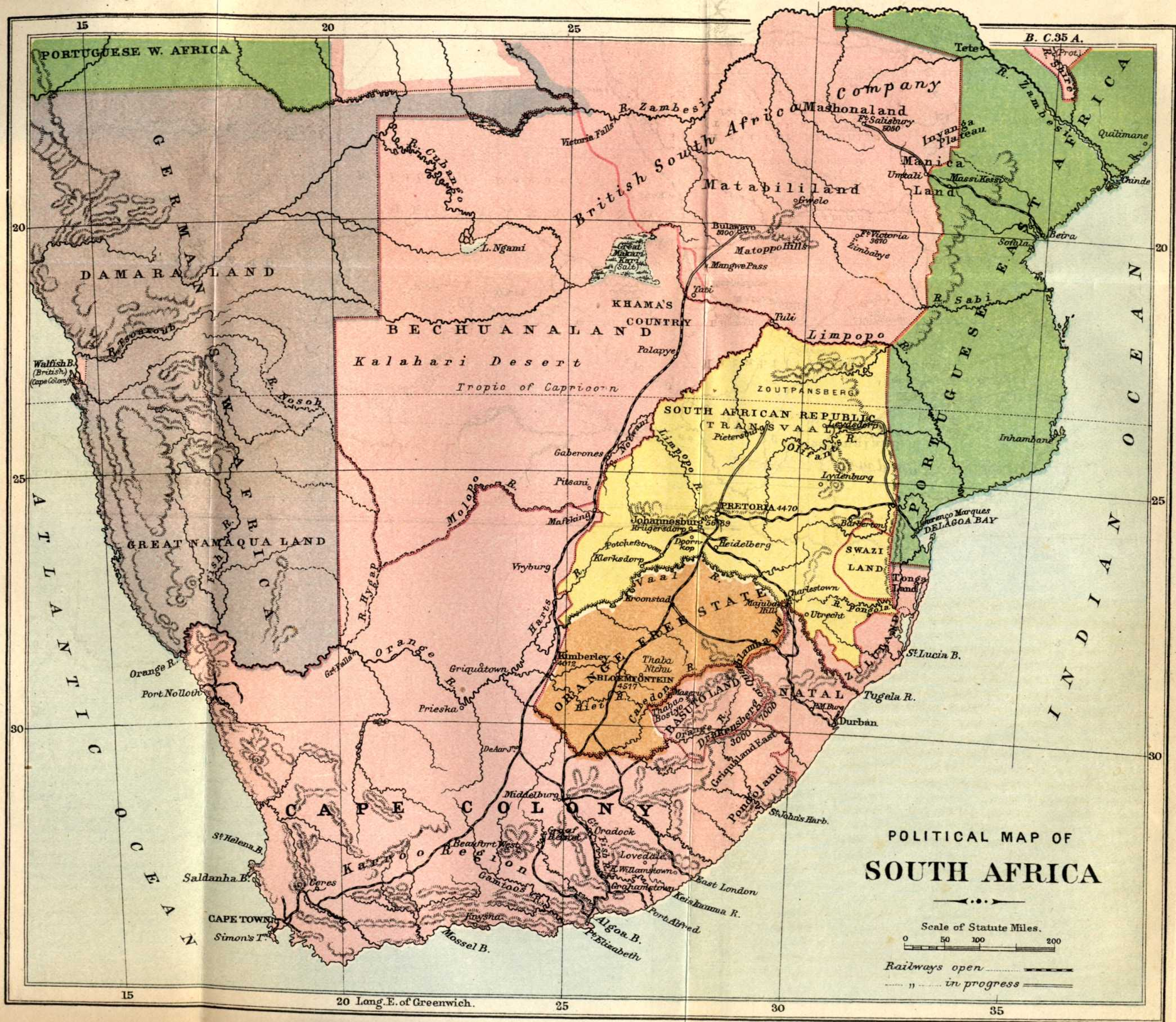
Zuidelijk Afrika in 1897. Rhodes kleurde het gebied ten noorden van de Transvaal (geel) rood voor het Britse rijk.

Met de inlijving van West-Griekwaland door de Britse Kaapkolonie in 1880 werden er zes nieuwe zetels in het Kaapse parlement beschikbaar gesteld. Rhodes werd vertegenwoordiger voor het kiesdistrict Barkly West, wat het begin van zijn politieke carrière inluidde. Rhodes richtte zijn pijlen op het verder landinwaarts gelegen deel van Afrika en pleitte met succes voor de kolonisatie van Beetsjoenaland (later Botswana). Daarna restte er voor Rhodes nog twee obstakels: de Matabalekoning Lobengula van het Koninkrijk Mthwakazi en de Boerenleider Paul Kruger van de Zuid-Afrikaansche Republiek (Transvaal).
In 1886 werden grote voorraden goud ontdekt bij de Witwatersrand in Transvaal, dat geregeerd werd door de Nederlandse Boeren. Het goudmonopolie van de Boeren was een doorn in het oog voor Rhodes. Hij speelde een belangrijke rol in het tot stand komen van de Conventie van Londen in 1884 waarbij de Transvaalse protectoraten Stellaland en Goosen aan het Verenigd Koninkrijk werden afgestaan.
In oktober 1888 sloot Rhodes' zakenpartner Charles Rudd een verdrag met de Matabelekoning Lobengula om met zijn British South Africa Company naar mineralen te graven in Matabeleland en Mashonaland, onderdelen van het Koninkrijk Mthwakazi. In werkelijkheid betekende dit het begin van de kolonisatie van Rhodesië, dat Rhodes naar zichzelf had vernoemd. In juli 1890 stuurde Rhodes zijn pioniers Mthwakazi in. Harare, de tegenwoordige hoofdstad van Zimbabwe, werd in september gesticht onder de naam Salisbury. Achteraf bleek dat Rhodes de minerale rijkdommen van het land had overschat, waardoor het land vooral werd gebruikt voor boerderijen.
Na het opkopen van het diamantbedrijf van zijn rivaal Barney Barnato fuseerde Rhodes in 1888 hun bedrijven onder de naam De Beers Consolidated Mines. In 1891 bezat De Beers 90% van 's werelds diamantproductie.

### Premier en Jameson Raid
In 1890 werd Rhodes de zevende premier van de Kaapkolonie, mede met de steun van Jan Hofmeyr en de Afrikanerbond. Als premier nam hij de Glen Grey Act aan, een wet die het grondbezit van inheemse Afrikanen inperkte en als voorloper van apartheid wordt genoemd. Verder liet Rhodes de Groote Schuur van Kaapstad in Kaaps-Hollandse stijl renoveren en annexeerde hij Pondoland. In 1893 brak de Eerste Matabele-oorlog uit tussen de Matabele en de Britten. Lobengula werd door de British South Africa Company verslagen en Rhodes' overwinning versterkte zijn heerschappij over Rhodesië.
Met het oog op het Transvaalse goud en door zijn inmiddels zwakke gezondheid besloot Rhodes de grieven van de uitlanders (buitenlandse mijnwerkers in Transvaal) te gebruiken om een opstand en staatsgreep te ontketenen in Johannesburg. Hij stuurde zijn vriend Leander Starr Jameson eind 1895 met een leger de grens over, maar deze Jameson Raid liep uit op een verlies voor Jameson en Rhodes. Jameson werd overmeesterd en gevangengenomen door de Boeren en de ongeautoriseerde staatsgreep veroorzaakte een wereldwijd schandaal. Rhodes werd gedwongen om af te treden als premier van de Kaapkolonie en zijn reputatie liep een flinke deuk op.

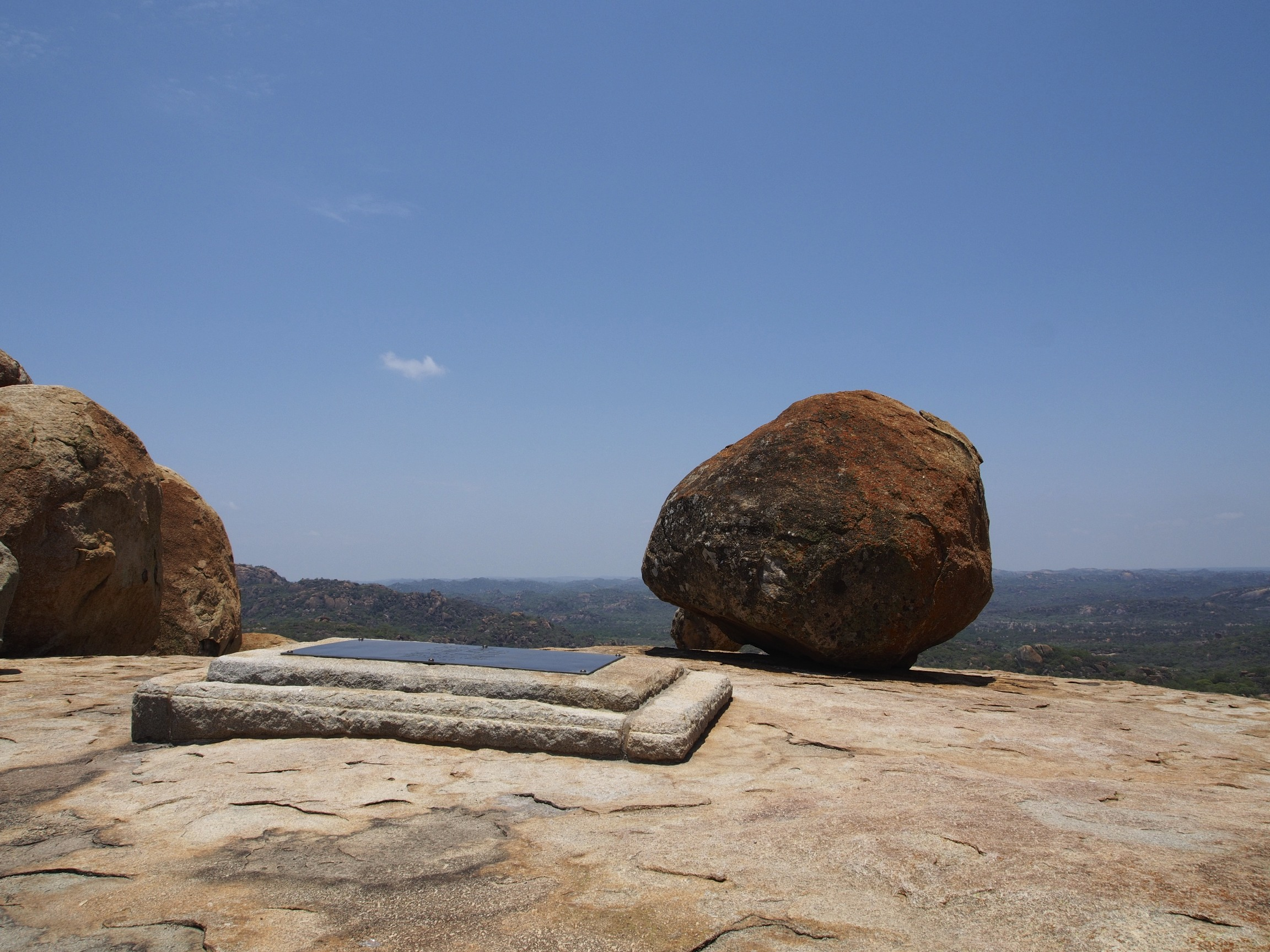
Graf van Rhodes in het Nationale Park Matobe

### Laatste jaren en dood

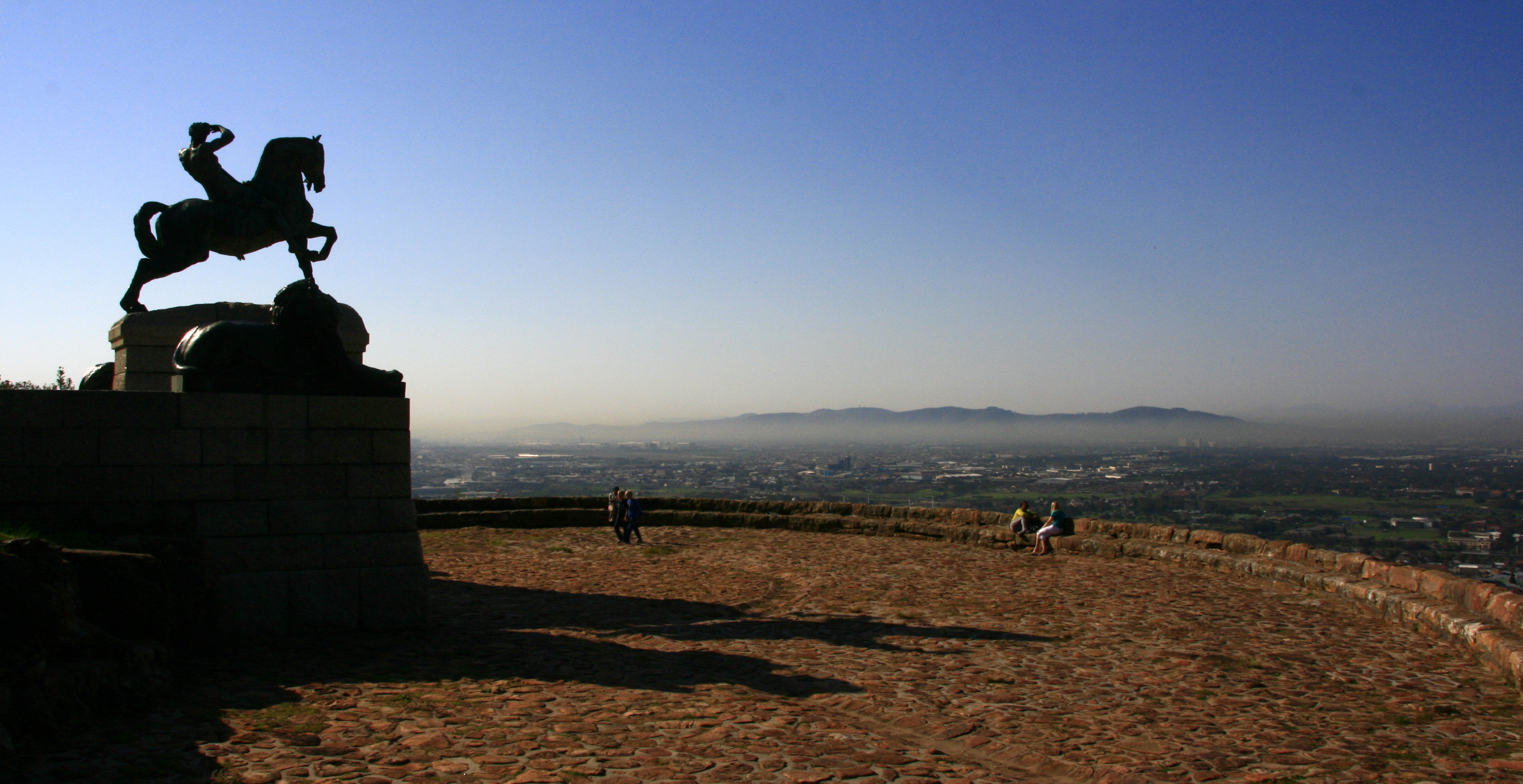
Cecil Rhodes memorial in Kaapstad

Na de Jameson Raid speelde Rhodes een belangrijke rol in het neerslaan van de Matabele en de Shona in Rhodesië tijdens de Tweede Matabele-oorlog. Nadat in oktober 1899 de Tweede Boerenoorlog met Transvaal uitbrak haastte Rhodes zich naar Kimberley om de stad te verdedigen. Na een beleg van vier maanden werd Kimberley door de Britten ontzet.
Rhodes, die altijd al geplaagd werd door een zwakke gezondheid, stierf in 1902 op 48-jarige leeftijd te Muizenberg aan een hartstilstand. In zijn testament liet de mijnmagnaat instructies opnemen voor de oprichting van een trust die studenten uit de Britse kolonies, Amerika en Duitsland met behulp van een Rhodesbeurs in staat stelde te studeren aan de Universiteit van Oxford.
Rhodes ligt begraven in het Matobe nationale park in Zimbabwe, gelegen op 30 km ten zuiden van Bulawayo. Hij was tijdens de Tweede Matabele-oorlog zo onder de indruk van deze plek dat hij er begraven wilde worden.

### Zeven testamenten en Rhodes' geheime genootschap
Rhodes schreef zeven testamenten (wills):
- 1. (1877, hij was 24 jaar en nog undergraduate aan Oxford ) In zijn eerste testament schreef Rhodes over de uitbreiding van Britse heerschappij over de hele wereld en kolonisatie van alle landen door Britten. Hij streefde een Rijk na met zo'n grote macht, dat daarna oorlog onmogelijk zou zijn en hiervoor liet hij zijn rijkdom na aan de Secretary of State for the Colonies (Lord Carnarvon) en de Attorney General of Griqualand West (Sidney Shippard) om een geheim genootschap op te richten als dat van de jezuïeten. In 1875 schreef Rhodes een Confession of Faith (geloofsbelijdenis) en deze werd in zijn testament bijgesloten. Hierin gaf hij aan dat de Constitution (grondwet, basisregels) van de jezuïeten konden dienen om het genootschap vorm te geven, waarbij dan 'Roman Catholic Religion' kon worden vervangen door 'English Empire'. Hij streefde naar een soort religieuze broederschap als dat van de jezuïeten, "een kerk voor de uitbreiding van het Britse Rijk". Dus de trustees, die zijn doel moesten bewerkstelligen waren in dit eerste testament Carnarvon en Shippard.
- 2. (1882) De enige trustee was zijn vriend N.E. Pickering.
- 3. (1888) Pickering was overleden en de enige trustee was Lord Rothschild.
- 4. (1891) Hieraan werd William T. Stead toegevoegd.
- 5. (1892) Rhodes' solicitor B.F. Hawksley werd toegevoegd aan de vorige twee.
- 6. (1893) en
- 7. (1899) veranderden de trustees, waardoor bij zijn dood in 1902 er zeven trustees waren: Sir Alfred Milner (Lord Milner), Lord Rosebery, Lord grey, Alfred Beit, L.L. Michell, B.F. Hawksley en dr. Leander Starr Jameson.

Volgens dr. Frank Aydelotte (The American Rhodes Scholarships), de bekendste Amerikaanse autoriteit betreffende Rhodes' wills, refereerde Rhodes in zijn laatste twee testamenten niet meer aan een geheim genootschap, maar volgens professor Carroll Quigley (The Anglo-American Establishment, 1949) wilde Rhodes tot aan zijn overlijden een geheim genootschap oprichten.  Er zou geen bewijs zijn voor het tegendeel. Op 5 februari 1896, drie jaar na zijn zesde will eindigde hij een lange conversatie met Reginal Baliol Brett (later Lord Esher) met: "Wish we could get our secret society." En in april 1900 een jaar nadat hij zijn laatste testament had geschreven, zei hij tegen Stead: "That is the curse which will be fatal to our ideas - insubordination. Do you not think it is very disobedient of you? How can our Society be worked if each one sets himself up as the sole judge of what ought to be done?" Stead had zijn twijfels over de zin van de Boer War. 
In februari 1891 werd het geheime genootschap georganiseerd door Rhodes, William T. Stead en Reginal Baliol Brett, vriend en vertrouweling van koningin Victoria en later de meest invloedrijke adviseur van koning Edward VII en koning George V. Rhodes werd generaal van de Sociëteit, Stead, Brett en Milner de Junta of Three, dan volgde een Circle of Initiates en The Association of Helpers en A College, onder professor J.R. Seeley. Dit was het plan, later ging het om een inner circle (The Society of the Elect) en een outer circle (The Association of Helpers). Na Rhodes' overlijden was Milner de nieuwe leider tot hij in 1925 overleed. Het geheime genootschap bleef daarna bestaan. Het is onder verschillende namen bekend: 'the secret society of Cecil Rhodes', 'the dream of Cecil Rhodes', 'Milner's Kindergarten', 'the Round Table Group', 'The Times crowd', 'the Rhodes crowd', 'Chatham House crowd', 'All Souls Group' (naar All Souls College in Oxford), 'Cliveden set', maar ook 'the Group', 'the Band' of 'Us'.
De scholarships waren een façade om het geheime genootschap te maskeren, of anders gezegd een van de instrumenten om Rhodes' doel te bereiken. Rhodes wilde wereldwijd een geheime groep creëren, die aan de Engelse idealen was toegewijd en aan het Britse Rijk als belichaming van die idealen.

## Nagedachtenis
- In 2004 behaalde Rhodes een 56e plaats bij de verkiezing Great South Africans.
- Naast Rhodesië is de Rhodes-universiteit te Grahamstad naar hem vernoemd.
- In april 2015 werd een standbeeld van Rhodes van de campus van de Universiteit van Kaapstad verwijderd. Dit gebeurde na aanhoudende protesten van overwegend zwarte studenten en activisten. Zij zagen in het standbeeld een symbool voor de onderdrukking van de zwarte meerderheid.[8]